# Ингуягун
Ингуягун (устар. Ингу-Ягун) — река в России, протекает по территории Ханты-Мансийского автономного округа. Протекает преимущественно в южном направлении по территории Сургутского района и городского округа Когалым. Впадает в Тромъёган на 126 км от устья последнего. Длина реки — 235 км, площадь водосборного бассейна — 5140 км².
Высота устья — 40,2 м над уровнем моря.

## Основные притоки
(расстояние от устья):
- 13 км: Волоктаягун
- 60 км: Пэтльшиммэтль[3]
- 82 км: Тливумъягун
- 91 км: Котлунгъягун
- 96 км: Кирилл-Высъягун
- ? км: Парыкойягун
- 113 км: Тлунгъягун
- 120 км: Кумалиягун
- 122 км: Вать-Сортъягун
- 122 км: Вокырапъягун
- 154 км: Ай-Вокырапъягун
- 156 км: Котлунгайягун
- 160 км: Юхкунингуягун
- 166 км: Сагунъягун
- 173 км: Кутлопъягун
- 186 км: Ай-Ингуягун

## Озёра бассейна Ингуягуна

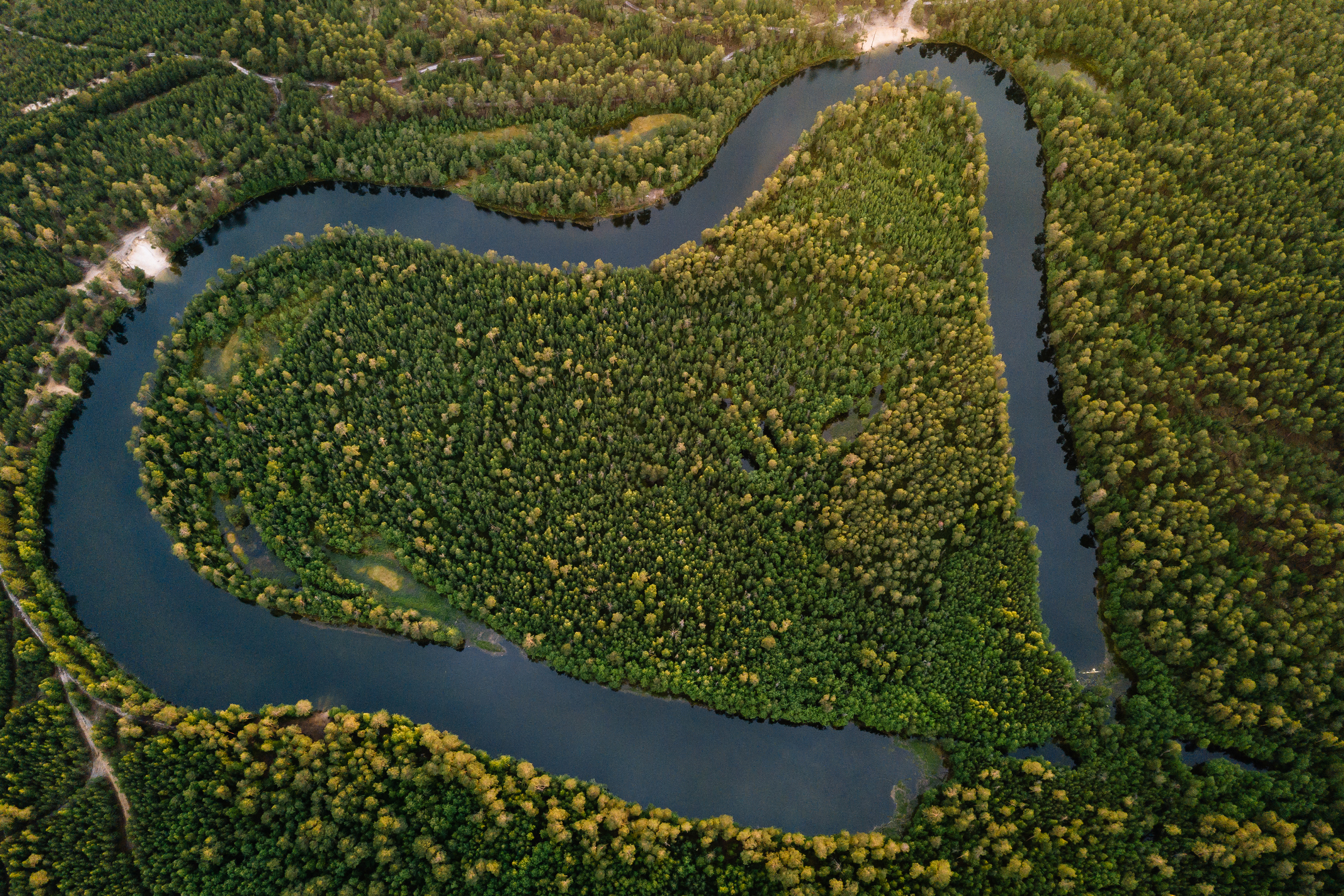
Небольшое озеро-старица, пойма реки в районе Когалыма.

- Паасынлор (в 0,3 км южнее оз. Яккунлор)[2][4]
- Тетлькотымэнтльлор (в 3 км к ЮЗ от устья р. Кирилл-Высъягун)[2][5]
- Юльвиумлор (в 12 км к ЮВ от истока р. Сугмутен-Яун)[2][6]
- Яккунлор (в 5 км к ЮВ от устья р. Котлунгъягун)[2][7]

## Данные водного реестра
По данным государственного водного реестра России относится к Верхнеобскому бассейновому округу, водохозяйственный участок реки — Обь от впадения реки Вах до города Нефтеюганск, речной подбассейн реки — Обь ниже Ваха до впадения Иртыша. Речной бассейн реки — (Верхняя) Обь до впадения Иртыша.